# Metallochlora tenuilinea
Metallochlora tenuilinea là một loài bướm đêm trong họ Geometridae.